# Karlheinz Ritter
Karlheinz Ritter (ur. 1 lipca 1929 w Vaduz, zm. 18 lipca 2008 tamże) – liechtensteiński prawnik i polityk, w latach 1970–1974 i 1978–1993 przewodniczący Landtagu.

## Życiorys
Syn prawnika i polityka Aloisa Rittera. Ukończył szkołę średnią w St. Gallen i studia prawnicze na Uniwersytecie w Bernie. Podjął praktykę w zawodzie adwokata, w 1966 przejął rodzinną firmę prawniczą. Od 1962 do 1969 orzekał także w sądzie administracyjnym VBI. W latach 1976–1978 kierował towarzystwem szwajcarsko-liechtensteińskim.
Działacz Unii Patriotycznej. W latach 1966–1993 sprawował mandat posła do Landtagu, w latach 1970–1974 i 1978–1993 pełnił funkcję przewodniczącego parlamentu.
Odznaczony Wielkim Krzyżem Orderu Zasługi Księstwa Liechtenstein (1974).